# Catopyrops distincta
Catopyrops distincta är en fjärilsart som beskrevs av Tite 1963. Catopyrops distincta ingår i släktet Catopyrops och familjen juvelvingar. Inga underarter finns listade i Catalogue of Life.